# Guisguey
Guisguey es una localidad española situada en la isla de Fuerteventura, provincia de Las Palmas, comunidad autónoma de Canarias. Pertenece al municipio de Puerto del Rosario. En 2022 contaba con 160 habitantes. Está a 160 metros de altitud.
Las fiestas de su localidad son las de San Pedro, que se celebran en verano.